# Club Atlético Nueva Chicago

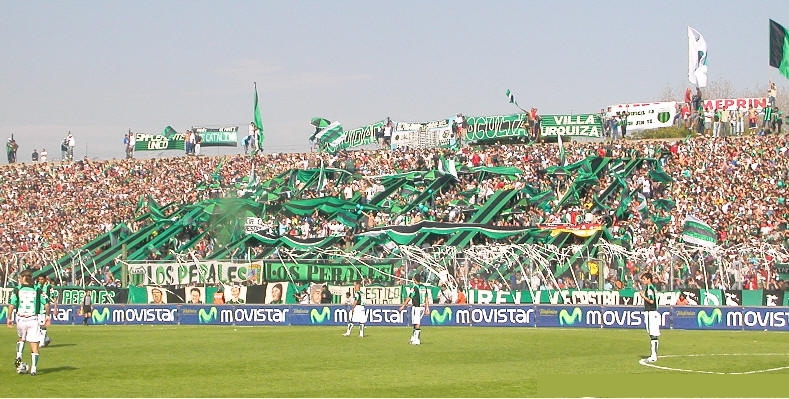
Fans von Nueva Chicago im Estadio Nueva Chicago

Der Club Atlético Nueva Chicago ist ein argentinischer Fußballverein aus dem Stadtteil Mataderos in der argentinischen Hauptstadt Buenos Aires. Der Vereinsname bezieht sich auf den Beinamen des Stadtteils, der wegen seiner vielen Schlachthöfe in der Vergangenheit mit Chicago verglichen wurde. Der Verein spielt im Stadion Estadio Nueva Chicago.

## Ausschreitungen 2007
In der Saison 2006/07 spielte der Verein in der Primera Division, stieg jedoch in die zweite Liga ab, nachdem die Mannschaft ein Play-off gegen CA Tigre verloren hatte. Während der zweiten Halbzeit, als abzusehen war, dass Nueva Chicago verliert, fingen die Fans zu randalieren an und verursachten erheblichen Schaden am Stadion. Es kam auch zu Straßenkämpfen, bei denen ein Anhänger von Tigre starb. Als Konsequenz erhielt die Mannschaft einen Abzug von 18 Punkten beim Start in die neue Saison. Die meisten Anhänger von Nueva Chicago verurteilten jedoch die Gewaltausbrüche und bedauerten den Tod des Tigre-Fans. Der Todesfall war der erste in Verbindung mit einem Spiel von Nueva Chicago und viele Anhänger waren empört darüber, dass Ausschreitungen einiger Weniger nicht von der Polizei und den Vereinsverantwortlichen gestoppt werden konnten.

## Titel
- 1930 Amateur-Meisterschaft
- 1981 Gewinn der Primera B
- 2001 Entscheidungsspiel für die Erste Liga
- 2006 Gewinn der Primera B (Clausura)

## Trainer
- Sergio Batista (2004–2005)

## Spieler
- Osvaldo Nartallo (1992–1993)
- Jonathan Santana (2002–2003)
- Mariano Donda (2004–2007)
- Federico Higuaín (2005–2007)